# Вишневская сельская община
Вишневская сельская община (укр. Вишнівська сільська громада) — территориальная община в Ковельском районе Волынской области Украины.
Административный центр — село Вишнев.
Население составляет 8049 человек. Площадь — 497,1 км².
В соответствии с распоряжением Кабинета Министров Украины от 12 июня 2020 года, в состав общины вошла территория Вишневского, Ладыньского, Машевского, Олесского, Радеховского, Рымачевского, Хворостовского и Штуньского сельских советов упразднённого Любомльского района.

## Населённые пункты
В состав общины входит 21 село:
- Вишнев
  - Бабаци
  - Коцюры
- Ладыньский старостинский округ:
  - Ладынь
  - Мосыр
  - Пустынка
- Машевский старостинский округ:
  - Машев
- Олесский старостинский округ:
  - Глинянка
  - Олеск
- Радеховский старостинский округ:
  - Выжгов
  - Радехов
  - Чмикос
- Рымачевский старостинский округ:
  - Бережци
  - Рымачи
- Хворостовский старостинский округ:
  - Руда
  - Хворостов
- Штуньский старостинский округ:
  - Высоцк
  - Замлынье
  - Приречье
  - Терехи
  - Штунь